# Mike Smith (jockey)
Michael Earl Smith, né le 10 août 1965 à Wakefield en Angleterre et mort le 14 février 2003 à Dexter aux États-Unis, est un jockey américain, membre du Hall of Fame des courses américaines.

## Biographie
Fils d'un jockey, Mike Smith est élevé dans la ferme de ses grands-parents où il commence à s'occuper de chevaux à 8 ans. À 11 ans, il commence à se produire dans les courses pour enfants puis prend sa licence de jockey en 1982, à 16 ans. Il fait son apprentissage dans le Minnesota puis rejoint New York en 1989, avant de s'établir en Californie en 2000.
Mike Smith est l'un des plus grands jockeys de l'histoire des courses américaines, détenant une multitude de records. Il a monté plus de 35 000 courses pour environ 5 700 victoires, accumulant près de 350 millions de dollars de gains, ce qui le place en troisième position derrière John Velazquez et Javier Castellano au classement des jockeys par les gains. Il compte 27 victoires dans la Breeders' Cup, un record, et sept victoires dans les classiques, remportant la Triple Couronne américaine avec Justify en 2018. En 1991, il devient le premier jockey américain basé aux États-Unis à remporter un classique américain, en l'occurrence les Irish 2000 Guineas, en selle sur Fourstars Allstar. En 2019, il remporte son 217e groupe 1, dépassant le record établi par Jerry Bailey. Lauréat de l'Eclipse Award du meilleur jockey en 1993 et 1994, et du ESPY Award en 1994 et du George Woolf Memorial Jockey Award en 2000, il est admis au Hall of Fame des courses américaines en 2003.

### Palmarès sélectif
États-Unis
- Kentucky Derby – 2 – Giacomo (2005), Justify (2018)
- Preakness Stakes – 2 – Prairie Bayou (1993), Justify (2018)
- Belmont Stakes – 3 – Drosselmeyer (2010), Palace Malice (2013), Justify (2018)
- Breeders' Cup Distaff – 5 – Inside Information (1995), Ajina (1997), Azeri (2002), Zenyatta (2008), Royal Delta (2012)
- Breeders' Cup Classic – 4 –  Skip Away (1997), Zenyatta (2009), Drosselmeyer (2011), Arrogate (2016)
- Breeders' Cup Juvenile Fillies – 3 – Stardom Bound (2008), Songbird (2015), Caledonia Road (2017)
- Breeders' Cup Juvenile – 3 – Unbridled's Song (1995),Vindication (2002), Corniche (2021)
- Breeders' Cup Mile – 2 – Lure (1992, 1993)
- Breeders' Cup Sprint – 2 – Cherokee Run (1994), Amazombie (2011)
- Breeders' Cup Turf Sprint – 2 – Mizdirection (2012, 2013)
- Breeders' Cup Filly & Mare Sprint – 2 – Judy The Beauty (2014), Finest City (2016)
- Breeders' Cup Turf – 1 – Tikkanen (1994)
- Breeders' Cup Juvenile Turf – 1 – Outstrip (2013)
- Breeders' Cup Marathon – 1 – London Bridge (2013)
- Breeders' Cup Dirt Mile – 1 – Tamarkuz (2016)
- Santa Anita Derby – 5 – Tiago (2007), Justify (2018), Roadster (2019), Honor A.P. (2020), Taiba (2022)
- Pacific Classic – 4 – Came Home (2002), Richard's Kid (2009, 2010), Shared Belief (2014)
- Travers Stakes – 4 – Holy Bull (1994), Coronado's Quest (1998), Arrogate (2016), West Coast (2017)
- Haskell Stakes – 4 – Holy Bull (1994), Coronado's Quest (1998), Authentic (2020), Geaux Rocket Ride (2023)
- Joe Hirsch Turf Classic Stakes – 3 – Apple Tree (1993), Val's Prince (1997), Little Mike (2013)
- Hollywood Gold Cup – 2 – Total Impact (2004), Game on Dude (2013)
- Kentucky Oaks – 2 – Princess of Sylmar (2013), Abel Tasman (2017)
- Whitney Stakes – 2 – Brunswick (1993), McKinzie (2019)
- Woodward Stakes – 1 – Holy Bull (1994)
- Pegasus World Cup – 1 – Arrogate (2017)

 Irlande
- Irish 2000 Guineas – 1 – Fourstars Allstar (1991)

 Canada
- Queen's Plate – 1 –  Awesome Again (1997)
- E.P. Taylor Stakes – 1 – Insight (1999)
- Breeders' Stakes – 1 – Lodge Hill (2000)

 Dubaï
- Dubai World Cup – 1 – Arrogate (2017)